# 2017年長沙灣道城巴失控衝上行人路意外
2017年長沙灣道城巴失控衝上行人路意外是一宗發生於2017年9月22日在香港九龍深水埗長沙灣道東行與欽州街交界的嚴重交通意外，也是繼柴灣118號城巴謀殺案後一星期內第二宗涉及城巴的嚴重事故。
當天傍晚約6時，一位44歲姓方的通宵更車長駕駛一輛城巴亞歷山大丹尼士Enviro500 MMC 12米雙層巴士（車隊編號：8515，車牌號碼：TF5883）行駛E21A線由東涌逸東邨往何文田愛民邨，駛至長沙灣道近欽州街交界時失控衝上行人路，造成3死30傷。
這宗意外再次引起公眾關注車長工作時間過長，以及專營巴士公司人手不足問題。

## 背景
44歲方姓車長，案發時任職城巴（專利（二）部）通宵更車長，入職5年，主要駕駛來往香港國際機場、東涌至市區的路線。在意外前一日，由下午5時半開工，通宵工作至翌日早上6時半下班，工作了13小時，相隔約十多小時後，傍晚五時許再開工，詎料第一轉車已出事。據悉，方意外後呆滯地站着看意外現場。事後很快有網上傳聞指方已被解僱，惟城巴一如既往以私隱理由拒絕回應傳聞。法庭記錄則顯示，車長沒有案底，但分別於2009年、2012年及2013年有3次不小心駕駛被罰款的紀錄。
另外據運輸署紀錄，深水埗長沙灣道及欽州街交界連續8年被列為交通黑點（即每年發生最少6宗有行人傷亡的交通意外，或一年內發生最少9宗涉及任何傷亡的交通意外）。該路口鄰近西九龍中心、鴨寮街電器市場及長沙灣政府合署等地標，水泄不通，經常出現人車爭路的情況。

## 經過
傍晚近6時半，方車長駕駛該輛亞歷山大丹尼士Enviro500 MMC（8515／TF5883）巴士行駛E21A線由東涌逸東邨往何文田愛民邨，駛至長沙灣道近欽州街，當時交通燈轉為黃燈，前方的士如常在燈位前停下，尾隨巴士疑收掣不及撞向的士車尾，繼而扭向左方失控衝上行人路，上層左邊車頭更猛烈撞向金輝大樓簷蓬底，一名坐在上層左邊前排的60歲女乘客，前後均遭座位夾住，當場死亡。
事發時正值下班繁忙時間，多名等候過路的途人走避不及被巴士撞倒，四名途人被捲入車底，兩名分別49歲及72歲的男途人經搶救後不治。一部駛經車輛的行車攝錄機拍下車禍一幕。
意外共造成3死30人受傷，方涉嫌危險駕駛導致他人死亡被捕。涉事巴士凌晨零時許，由工程車拖往警方的九龍灣汽車扣留及檢驗中心作為進一步調查。

## 後續
有城巴車長指，公司近年機場路線十分缺人，不時需要提早上班或超時工作，行內俗稱「打仗」。E21A由東涌接載市民出市區，途經鬧市，上落客頻繁。公司為免脫班，要求車長在限定時間抵達終點，以涉事車長為例，事發當日下午5時25分開出，原定需於6時45分到達愛民邨，行車時間短，如遇上塞車，車長更難達標。
城巴營運總監鍾澤文於2017年9月23日帶同果籃，與職員分頭到各傷者入住的醫院探望。鍾表示，城巴會向死者家屬發放慰問金，而其他保險索償問題有待跟進。他確認涉事被捕車長返通宵更，案發前一晚亦是通宵更，但沒有「追更」。他表示，城巴一直存在人手不足問題，但有依足運輸署的工作指引編排人手，確保員工有超過10小時休息，稍後會與運輸署再商討是否需要更改《巴士車長工作、休息及用膳時間指引》。
警方翻看肇事巴士內外9組閉路電視鏡頭（兩組設於駕駛室、上下層各兩組、左右車身及車尾各一組）於事發當晚的錄影片段，以及行車記錄儀的數據後，發現當時長沙灣道與欽州街交界的燈號已由綠燈轉黃燈，肇事城巴沿長沙灣道往旺角方向行駛，時速逾40公里，前面有一輛載客的士減速停在交通燈前，城巴與的士相距約30米。但車長不知何故沒有將巴士車速收慢，於3秒內直駛至的士車尾，當時燈號已轉紅燈，車長便扭左軚擦撞的士車尾，再衝上行人路撞向等候過馬路的人群及大廈簷篷底始停下。
死者家屬於2017年9月24日下午約2時到車禍現場拜祭。
肇事巴士經修復後已於2018年10月23日復出行走。

## 審訊
涉事44歲方姓城巴車長承認危險駕駛引致他人死亡及危險駕駛引致他人身體嚴重受傷兩罪，持雙程證妻子和13歲女兒都為他撰寫求情信，指被告沒有超速，只是一時判斷錯誤，但不被法官認同，辯方認為本案屬危險駕駛罪中最輕微的一類。2018年12月10日在區域法院上，法官指被告太輕力踏煞車掣，沒有專注路面情況，到發現時卻已經太遲，認為不是一時疏忽，但考慮被告認罪、沒有超速或其他嚴重加刑因素，最終判被告入獄30個月，停牌5年，並須參加駕駛改進課程。
聞判後，法庭旁聽席有死傷者家屬神色凝重，並以紙巾拭淚，認為判刑過輕。

## 軼事
此意外事故被改編為香港電台2018年電視劇《火速救兵IV》第6集『守破離』下。